# Scytodes akytaba
Scytodes akytaba là một loài nhện trong họ Scytodidae.
Loài này thuộc chi Scytodes. Scytodes akytaba được miêu tả năm 2006 bởi Rheims & Antonio D. Brescovit.